# Estádio Raimundo Sampaio
O Estádio Raimundo Sampaio, mais conhecido como Arena Independência, é um estádio de futebol localizado no bairro do Horto, em Belo Horizonte, Minas Gerais, de propriedade do América Futebol Clube. Inaugurado em 1950 para a Copa do Mundo de futebol realizada no Brasil, passou por reformas de modernização para ampliar a segurança e o conforto, sendo rebatizado como Arena Independência em 2012.
Após uma ampla reforma, o governo mineiro abriu licitação à iniciativa privada, que foi vencida em dezembro de 2011 pelo grupo paulista BWA. No dia 14 de fevereiro de 2012, no entanto, a empresa assinou contrato de parceria de âmbito restrito comercial com o Atlético válido por dez anos, garantindo 45% da receita comercial do estádio. Após questionamentos do Ministério Público, no dia 24 foram realizadas alterações no texto do contrato para que não ocorram duplas interpretações, de maneira a garantir que a administração seja realizada exclusivamente pela BWA. Desta forma, o Clube Atlético Mineiro receberá 45% do resultado líquido apurado pela BWA.
Em contrapartida América (proprietário) e Governo de Minas Gerais recebem 5,35% de todo faturamento bruto apurado no Estádio.

## História

### Construção para a Copa do Mundo 1950
Em 1947, o prefeito Otacílio Negrão de Lima escolheu um terreno no bairro Oswaldo Cruz (atual Horto) para construir o estádio que sediaria os jogos de Belo Horizonte na Copa do Mundo FIFA de 1950.
Em 18 de junho de 1950, uma semana antes da inauguração, o time do Sete de Setembro testou e aprovou o gramado.
Sua inauguração ocorreu no dia 25 de junho de 1950, com o jogo Iugoslávia 3 a 0 Suíça. Quatro dias depois, o Independência foi palco de Estados Unidos 1 a 0 Inglaterra, partida considerada a maior zebra da história das Copas do Mundo. O último jogo foi Uruguai 8 a 0 Bolívia em 2 de Julho, na única partida do Uruguai na primeira fase - o time eventualmente ganharia a Copa diante da Seleção Brasileira em um Maracanã lotado.
| Data        | 1ª equipe      | Placar | 2ª equipe  | Fase    | Público |
| ----------- | -------------- | ------ | ---------- | ------- | ------- |
| 25 de junho | Iugoslávia     | 3–0    | Suíça      | Grupo 1 | 7 336   |
| 29 de junho | Estados Unidos | 1–0    | Inglaterra | Grupo 2 | 13 000  |
| 2 de julho  | Uruguai        | 8–0    | Bolívia    | Grupo 4 | 5 000   |

### Aquisição pelo América

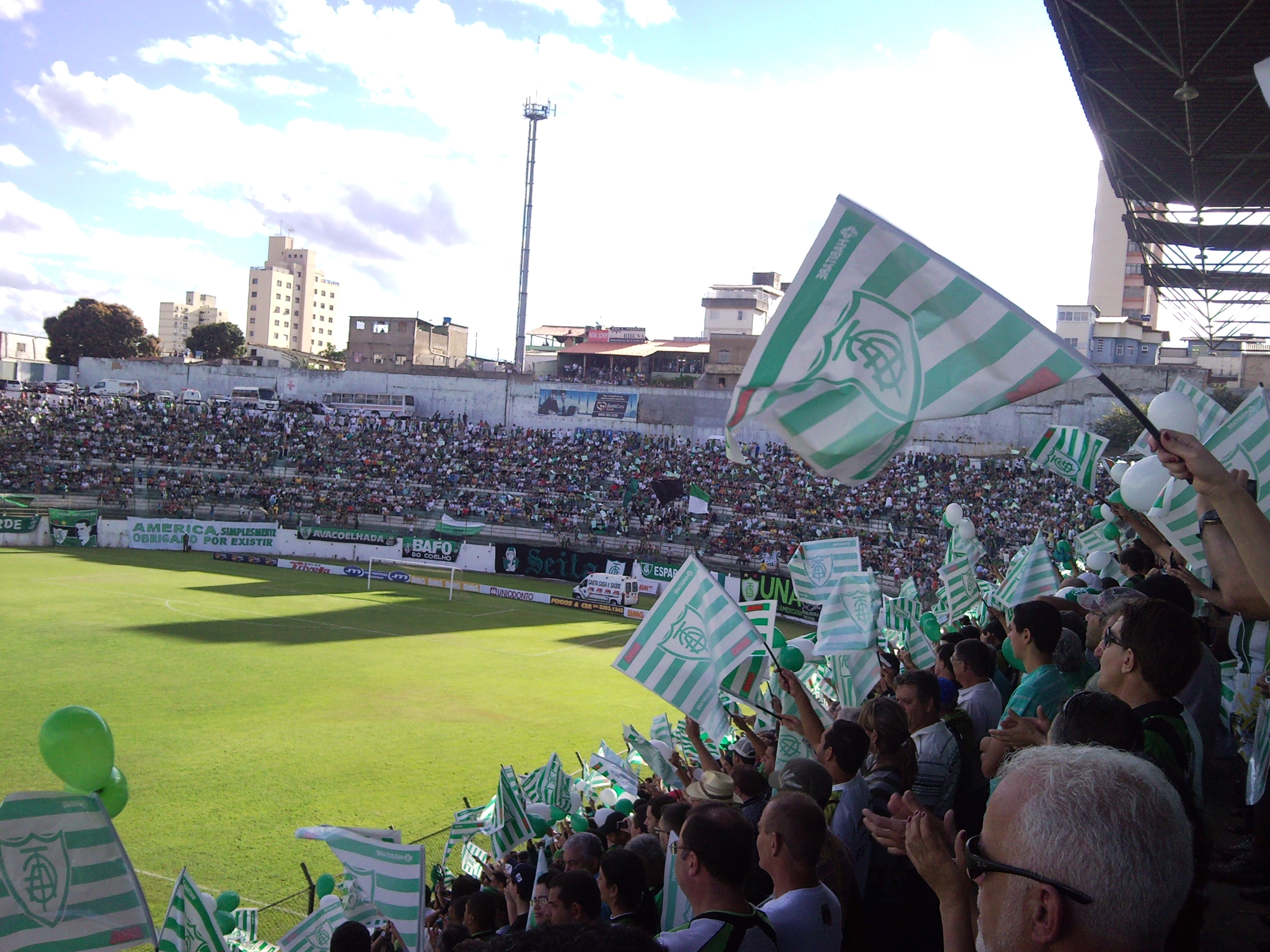
Torcida do América durante jogo realizado em 2009, antes da reforma

Inicialmente o estádio pertencia ao Governo do estado de Minas Gerais, mas passou a ser propriedade do clube Sete de Setembro em 1965, após a inauguração do Mineirão.
Em 1989, o América fez um contrato de comodato firmado com o Sete de Setembro ajustado por um período de 30 anos e depois prolongado por mais 50. No entanto, em 1997, o América incorporou o Sete de Setembro e registrou em cartório o bem como patrimônio do América. Desde então, o estádio Independência é propriedade do América Futebol Clube.
Neste estádio o América conquistou a Série B em 1997, no confronto contra o Vila Nova-GO, e na partida contra o Náutico pela fase final compareceram 18 900 torcedores pagantes. O Coelho conquistou também, nesse estádio, a Série C de 2009.
O recorde de público é de 32 721 espectadores, na partida Seleção Mineira 1 a 0 Seleção Guanabara (Carioca), em 27 de janeiro de 1963, pelo primeiro jogo da final do Campeonato Brasileiro de 1962, disputado por seleções estaduais.

### Reforma

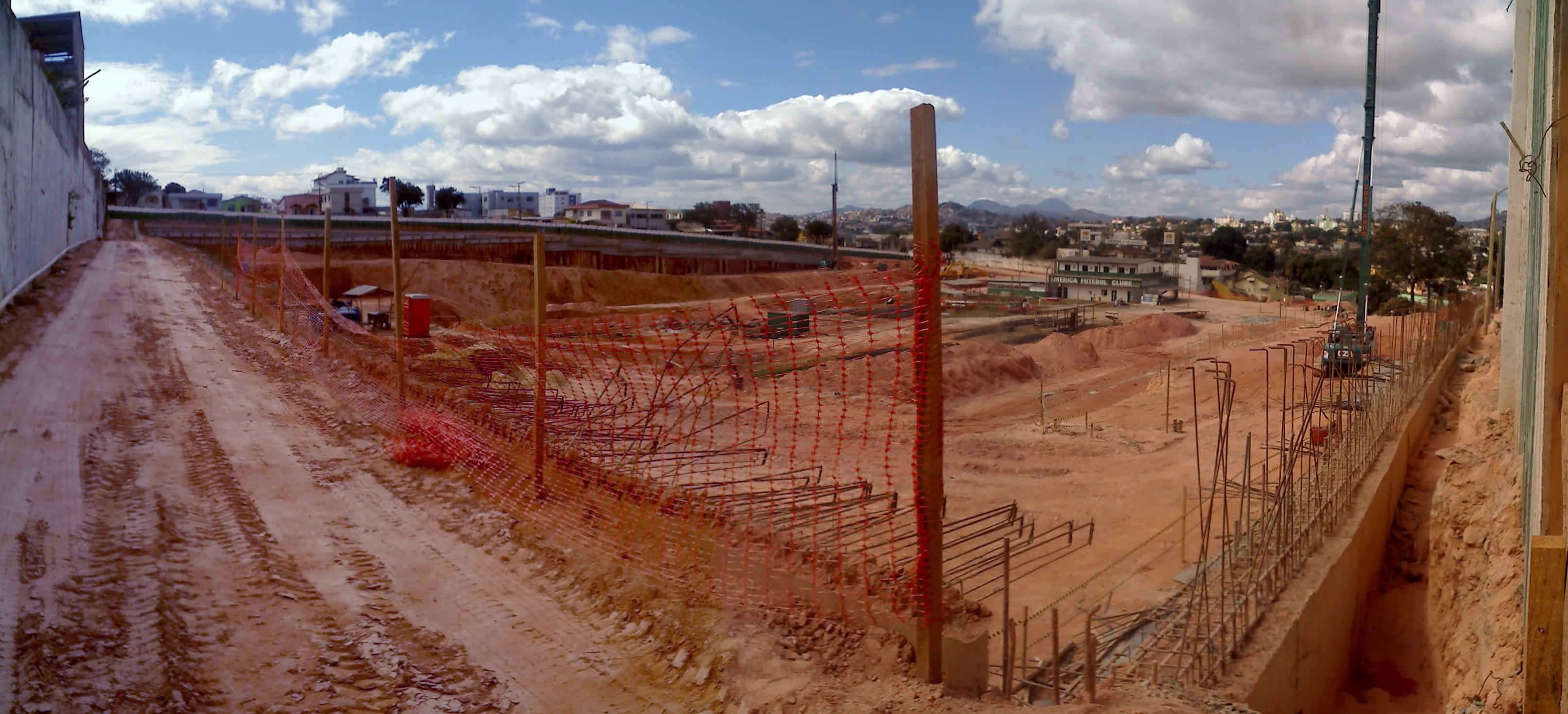
Independência após a demolição, em Junho de 2010.

Em dezembro de 2008, o Governo de Minas Gerais anunciou a reforma no estádio em um convênio celebrado com o América, que transfere a administração do estádio para a Ademg por 20 anos. O investimento inicial anunciado, foi de R$13 milhões de reais por parte do governo do estado e R$ 31 milhões do governo federal. Em agosto de 2009 o Conselho do Meio Ambiente de Belo Horizonte concedeu a licença ambiental para a reforma.
As obras de reforma tiveram início em 22 de janeiro de 2010, com quase um ano de atraso. A data de entrega da obra, que deveria ser até setembro de 2010, também foi alterada, passando para março de 2011. Todo o estádio foi demolido, com exceção dos vestiários. Com o Mineirão também entrando em reformas em junho, América, Atlético, e Cruzeiro tiveram de jogar fora de Belo Horizonte por dois anos, com jogos na Arena do Jacaré em Sete Lagoas, o Ipatingão em Ipatinga, e o Parque do Sabiá em Uberlândia.
Em 25 de novembro de 2010, foram firmados os primeiros pilares do estádio. O custo da obra aumentou para 70 milhões de reais. Em 2011, problemas do financiamento - com o orçamento inflado para R$ 125 milhões - começaram a ser resolvidos, e a reinauguração prevista para dezembro de 2011. Segundo o projeto, o estádio teria capacidade para 25 mil torcedores, entretanto, o número foi reduzido para 23 018 lugares.
Para aumentar o número de assentos, foram construídos mais dois níveis de arquibancada. Além do primeiro, com 15 mil assentos, o segundo foi destinado à imprensa e os camarotes e terceiro nível recebeu mais seis mil lugares. Nesse último nível, no entanto, o Ministério Público de Minas Gerais identificou a existência de pontos cegos em todos os lugares destinados ao público. Por se tratar de um espaço muito íngreme - com uma altura de 27 metros e a uma inclinação de 45º - foi necessária a instalação de guarda-corpos de grades de metal entrelaçado, que obstruem a visão do campo de jogo.
Segundo o arquiteto Leon Myssior, os guarda-corpos não faziam parte do projeto original, que apresentava como alternativas barras protetoras ou uma proteção transparente (vidro laminado de segurança ou acrílico). A primeira proposta foi vetada por imposição da legislação de segurança do Corpo de Bombeiros, que exigia preenchimento da parte central da proteção e a segunda opção recusada por falta de recursos.
A sua construção tem certa semelhança com o Estádio do Bessa, estádio do time do Boavista de Portugal

### Nova administração e reinauguração
Para manutenção do novo estádio, o Governo do Estado abriu licitação à iniciativa privada, que foi vencida em dezembro de 2011 pelo grupo paulista BWA. No dia 14 de fevereiro de 2012, no entanto, a empresa assinou contrato de parceria de âmbito restrito comercial com o Atlético válido por dez anos, garantindo 45% da receita comercial do estádio. Após questionamentos do Ministério Público, no dia 24 foram realizadas alterações no texto do contrato para que não ocorram duplas interpretações, de maneira a garantir que a administração seja realizada exclusivamente pela BWA. Desta forma, o Clube Atlético Mineiro receberá 45% do resultado líquido apurado pela BWA.
Em contrapartida América (proprietário) e Governo de Minas Gerais recebem 5,35% de todo faturamento bruto apurado no Estádio.
O estádio foi reinaugurado no dia 25 de abril de 2012 durante cerimônia em que o governador de Minas Gerais, Antonio Anastasia, entregou a chave simbólica do Independência à Bruno Balsimelli, do consórcio BWA, que passou a administrar o local.
A partida inaugural, um amistoso entre América-MG e o Argentinos Juniors, que fez parte das comemorações do centenário do time mineiro, marcou também a ultima partida da carreira do atacante Euller. O pontapé inicial foi dado pelo ex-atacante Jair Bala. 5.998 torcedores estiveram presentes. que terminou com a vitória do time da casa, por 2 a 1, de virada.
Após a inauguração, o Independência  logo caiu nas graças das torcidas de América, Atlético e Cruzeiro, sendo considerado um "caldeirão" pelo clima intimista que colaborou para muitas vitórias. Isso se expressou principalmente com o Atlético, inspirando o grito "Caiu no Horto, tá Morto". O time  perdeu sua primeira partida no Independência apenas em agosto de 2013, 2 x 1 para o xará paranaense, depois de 38 jogos invicto. Durante a Copa Libertadores da América de 2013, o Independência sediou a maior parte da campanha vitoriosa do Atlético, embora apesar do desejo do time foi vetado para a final pela exigência de 40 mil lugares, e assim a partida decisiva ficou para o Mineirão.
Assim como o Estádio das Alterosas, o Independência serviu de centro de treinamento para dois torneios da FIFA com sede em BH, a Copa das Confederações de 2013 e a Copa do Mundo FIFA de 2014.

## Eventos musicais
Em 18 de setembro de 1974 Os Jackson 5 se apresentaram no estádio como parte de sua primeira turnê sul-americana. Entre 1997 e 2000, e retornando novamente em 2012, o Independência foi palco dos festivais de música Pop Rock Brasil, Axé Brasil, e NET Festival, além da turnê 'Pies Descalzos', da cantora pop colombiana Shakira.

## Galeria de fotos

### Antes da reforma

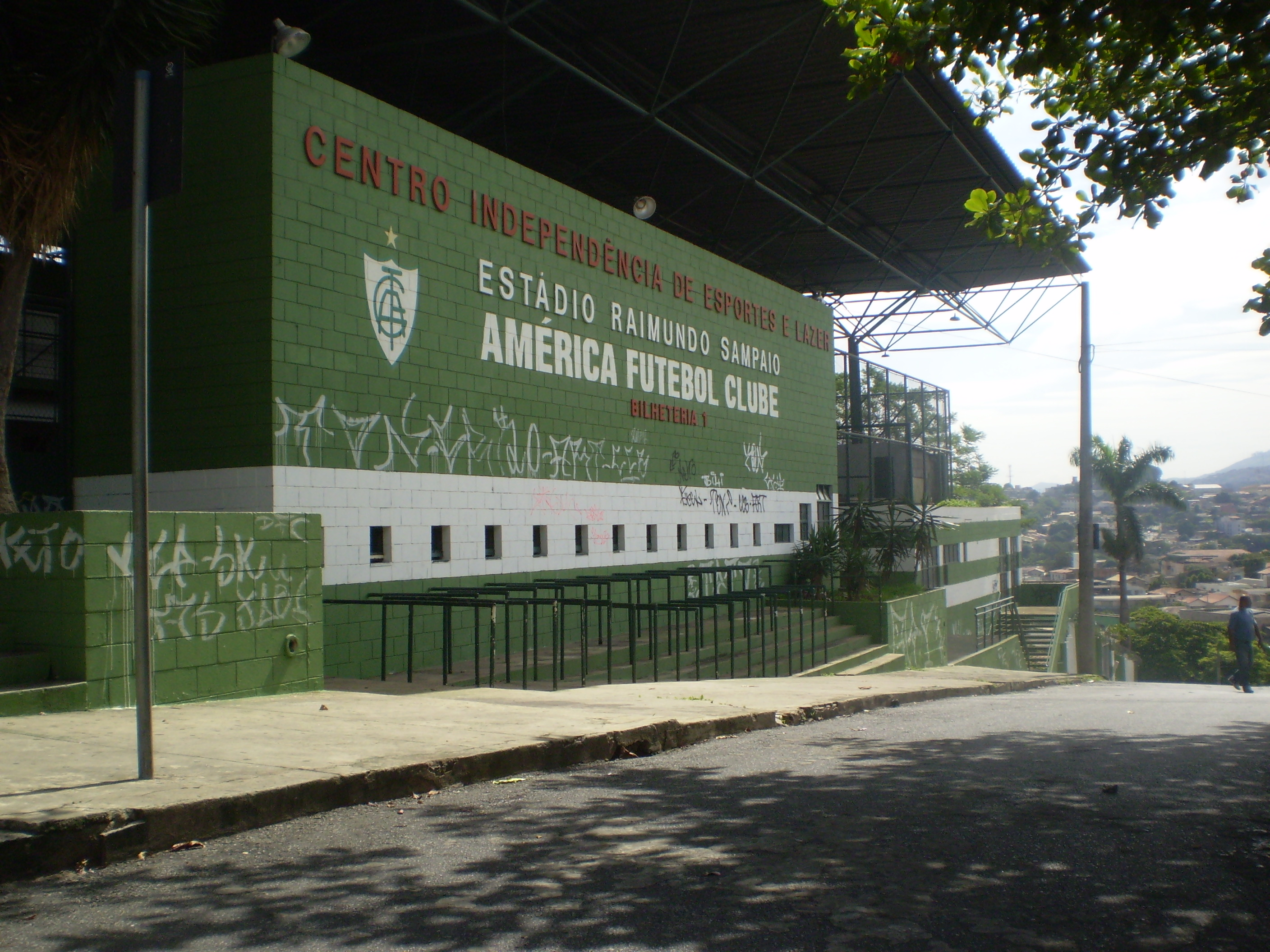
Entrada do estádio antes da reforma.
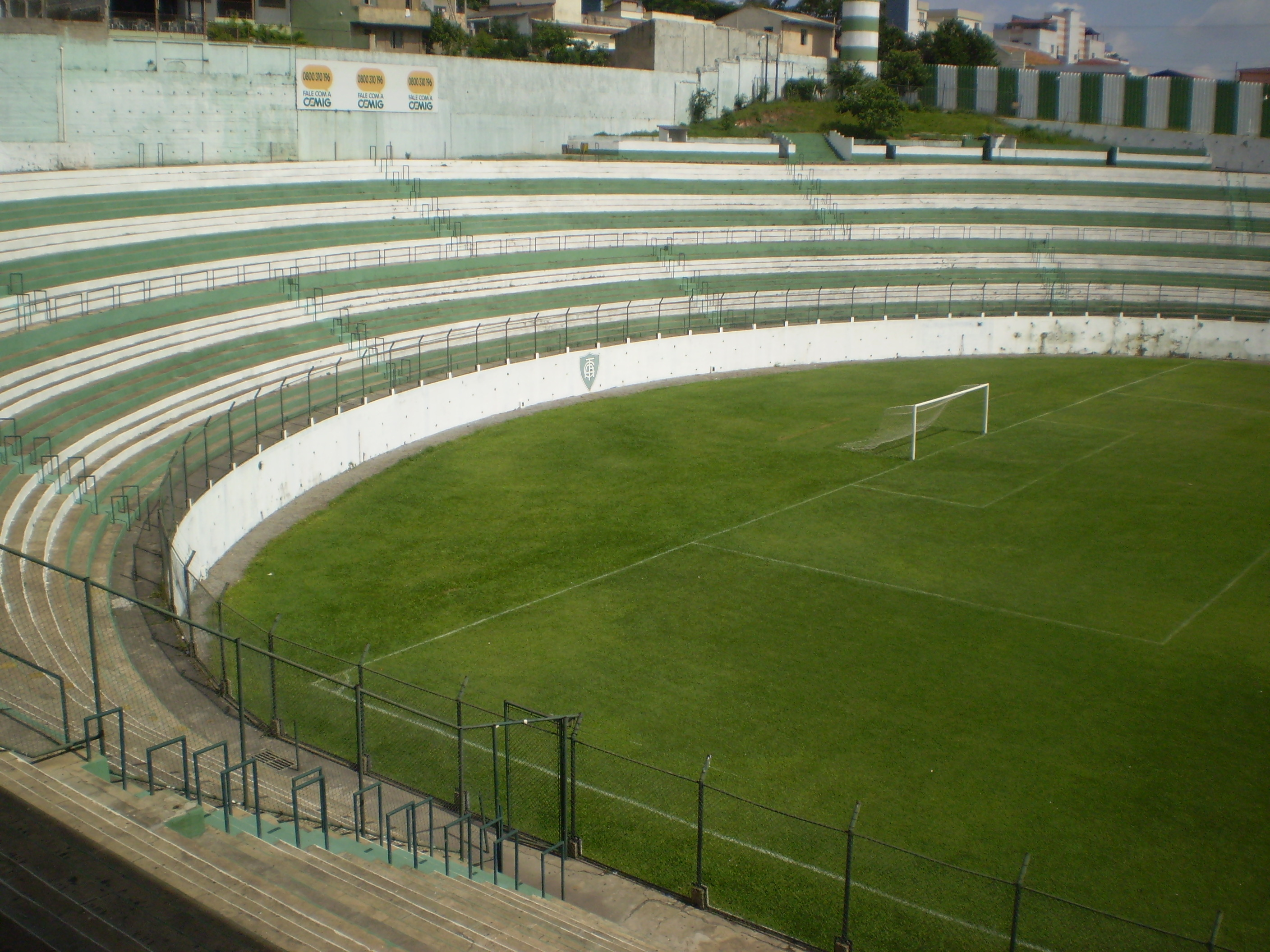
Interior do estádio, lado esquerdo e gol antes da reforma.
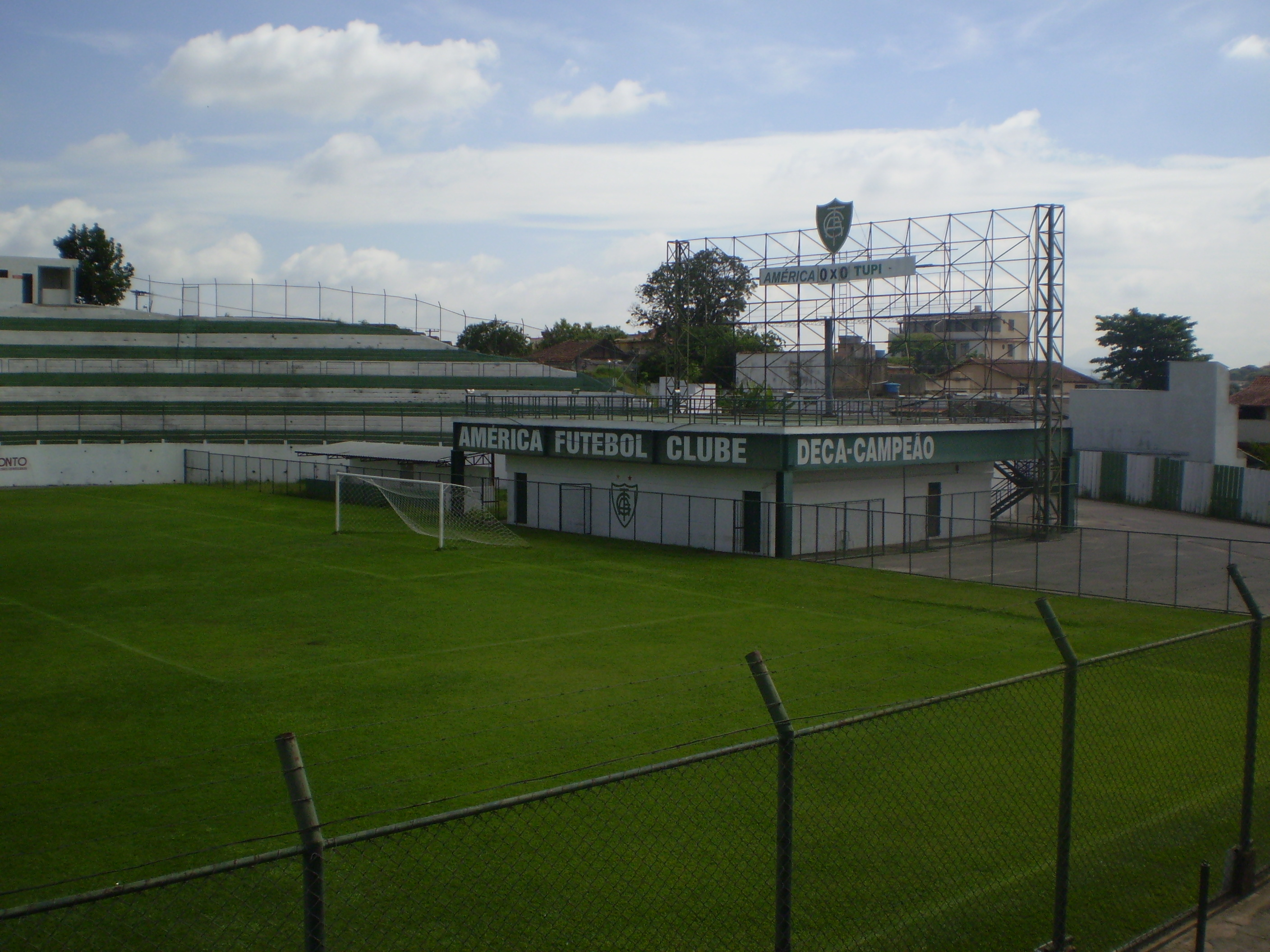
Interior do estádio, lado direito (entrando do portão principal) antes da reforma.
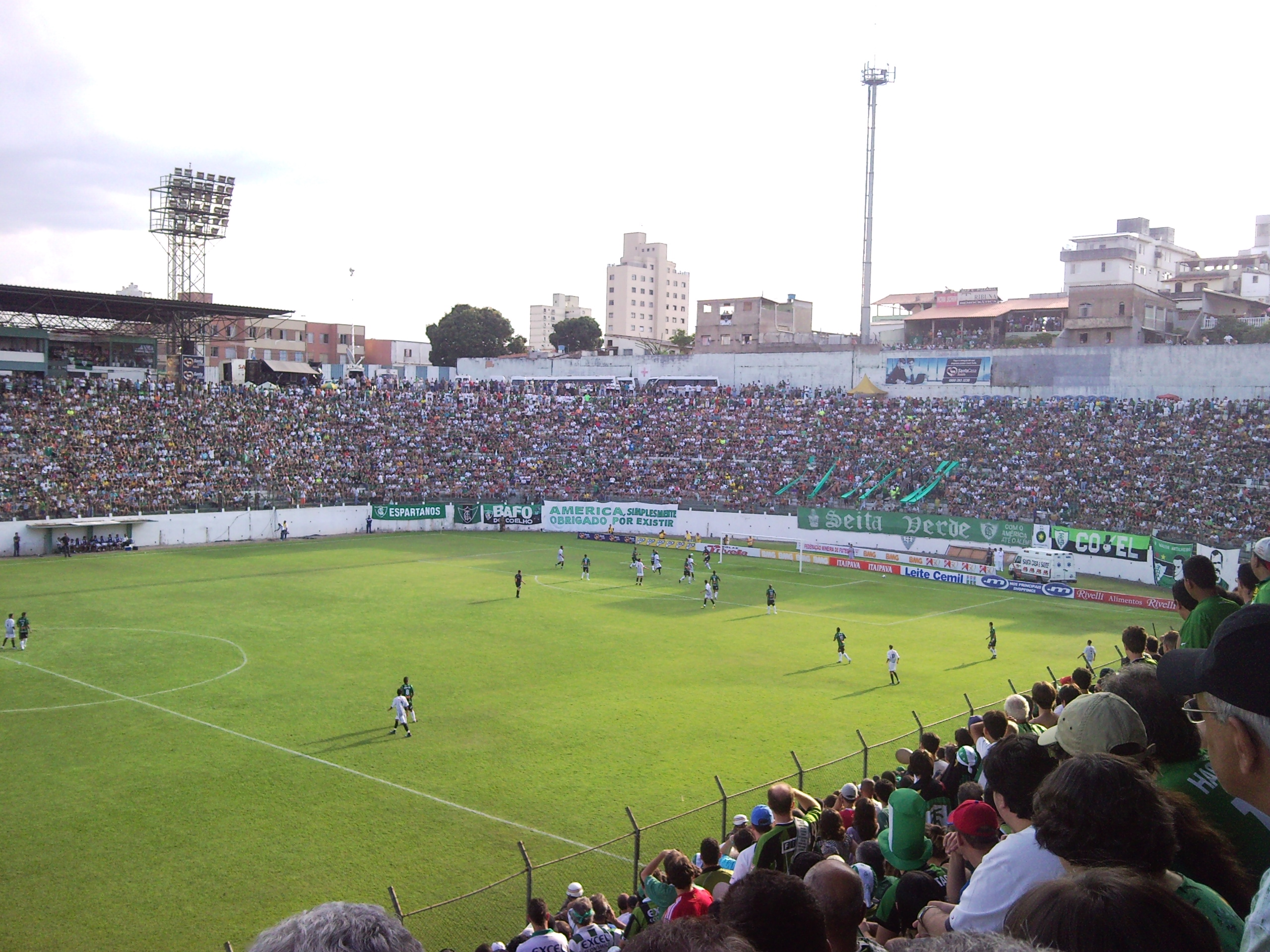
Estádio Independência antes da reforma.